# Walter Georg Olms
Walter Georg Olms (* 4. Mai 1927 in Hildesheim) (meist W. Georg Olms abgekürzt) ist ein deutscher Verleger und Pferdezüchter. Der Georg Olms Verlag wurde in den 1960er- und 1970er-Jahren auch international vor allem durch Reprints und Erstauflagen von wissenschaftlichen Werken bekannt.

## Leben
Olms besuchte ein Gymnasium, bis er im Jahr 1944 zum Wehrdienst eingezogen wurde. Er wurde verwundet und geriet 1945 kurzzeitig in Gefangenschaft. Er absolvierte zunächst ab 1946 eine Ausbildung zum Buchhändler und übernahm 1953 in Hildesheim die „Buchhandlung Georg Olms“ von seinem Vater. Er erweiterte die Buchhandlung zunächst um ein wissenschaftliches Antiquariat und später um einen wissenschaftlichen Verlagsbereich. 1958 begann Olms, Reprints historisch wichtiger wissenschaftlicher Werke in seinem Verlag zu publizieren. Ab 1960 begann der Verlag eine Verlagstätigkeit mit wissenschaftlichen Erstveröffentlichungen. 1980 wandelte er das Unternehmen in die Georg Olms AG um, 1983 erwarb er den 1680 gegründeten Verlag der Weidmannschen Buchhandlung.

## Der Olms-Verlag und seine Tochterfirmen
Der Olms Verlag lieferte seit 2012 etwa 250 Neuerscheinungen pro Jahr aus. Das Programm umfasst rund 30 verschiedene Fachgebiete vor allem aus den Geisteswissenschaften. Geschäftsführer des Stammhauses Olms AG ist W. Georg Olms, Programmleiter ist Dietrich Olms. In der Olms Presse werden Publikumstitel und insbesondere auch hippologische Werke publiziert. Die Edition Olms in Zürich wird von dem älteren Sohn Manfred Olms geleitet und verlegt insbesondere Sachbücher und Bildbände.

## Arbeit als Pferdezüchter
Im Jahr 1969 gründete Olms in Treis bei Gießen das Hamasa-Gestüt, in dem asile Araberpferde gezüchtet werden. „Asile“ Araberpferde sind Pferde, deren Stammbaum sich bis zu den Beduinenpferden aus der arabischen Halbinsel zurückverfolgen lassen. Olms ist Präsident des internationalen „Asil Club e.V.“ in dem Züchter aus vierzig Ländern als Mitglieder eingetragen sind. Er hat mehrere Bücher über asile Araberpferde verfasst. Durch die Zucht und seine Bücher zu Araberpferden verfügt Olms über exzellente Kontakte in die Golfstaaten und nach Oman und Saudi-Arabien.

## Preise und Auszeichnungen
- Ehrensenator der Universität Hildesheim
- Ehrendoktor der Universität Urbino und der Johann Wolfgang Goethe-Universität Frankfurt am Main
- Niedersächsischer Verdienstorden am Bande (2007)

## Ämter
- Vorstand im Verein zur Bewahrung und Erhaltung des Weltkulturerbes e. V. (2005)
- Beirat der Deutsch-Arabischen Gesellschaft (DAG, 2008)
- Kuratoriumsmitglied der Deutsch-Orientalischen Gesellschaft für Bildung (2009)